# بيل يو اتش-1 واي فينوم
بيل يو اتش-1 واي فينوم (بالإنجليزية: Bell UH-1Y Venom)‏ هي مروحية متعددة الأغراض أنتجت في 2001. من صناعة بيل للمروحيات. تستخدم بشكل أساسي من قبل قوات مشاة بحرية الولايات المتحدة. كان أول طيران لها في 20 ديسمبر 2001. دخلت الخدمة في 2008، ومازالت في الخدمة حتى الآن. صنع منها 92 طائرة، وسعر الطائرة الواحدة منها هو 26.2 مليون دولار.

## المستخدمون
قوات مشاة بحرية الولايات المتحدة